# ボッチ (プロレス)

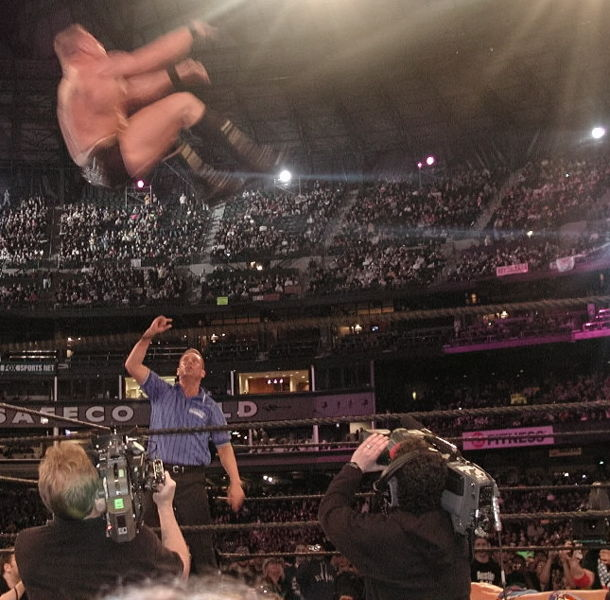
ブロック・レスナーはレッスルマニアXIXのメインイベントでシューティングスタープレスを行ったが回転不足で頭部からマットに落下し、脳震盪を起こした。

プロレスにおいてボッチ（英語: botch）するとは、間違い、誤算、判断の誤りによって予め準備されたプロレス技、台詞を失敗することを意味する。プロレスラーが単に台詞をとちる、合図を見逃す、相手の技が実際に掛かる前に倒れるなどといった多くのボッチは無害である。しかしながら、時折、間が悪かったり、手際が悪い技で深刻な怪我や死亡事故さえもこれまで起こってきた。

## 原因
ボッチの一般的な原因は経験不足である。WWEの『タフイナフ2』の勝者であるジャッキー・ゲイダは、自身初のテレビマッチのうちのある試合（2002年7月8日に開催されたWWE・ロウ・フィラデルフィア大会でクリストファー・ノインスキーとタッグを組んだトリッシュ・ストラタス-ブラッドショー組との試合）で、掛けようとした、あるいは受けようとしたほぼ全ての動きをボッチ（失敗）した。その中で最も悪名高いのがストラタスによるセカンドロープからのブルドッグに対する受けで、ゲイダは2秒程遅れてセルした。
1976年4月26日、ブルーノ・サンマルチノはマディソンスクエアガーデンでの、比較的経験不足であったスタン・ハンセンとの試合で、ハンセンがボディスラムを不適切に行ったため、頸部を骨折した。ブルーノは8週間後に再戦のために復帰した。
サウジアラビアでのWWEスーパーショー・ダウンにおけるジ・アンダーテイカーとゴールドバーグの試合中に、ゴールドバーグ（試合中ずっと脳震盪を起こしていた）が必殺技のジャックハマーを掛け損い、アンダーテイカーを保護なしで頭部からマットに落としてしまった。

## 影響

### 怪我
ボッチは極めて危険な事態となりうる。プロレスラーのキャリアを終わらせたり、生命が失われることもある。例えば、WWEのディーロ・ブラウンは対戦相手のドロズに対してランニングシットアウトパワーボムをボッチし、ドロズは頸髄損傷を負い、下半身不随となった。このボッチの原因は主に、パワーボムの体勢でドロズの体を保持する際に、ドロズが着用していたぶかぶかの服の上からしっかりグリップできなかったことにあった。ドロズもパワーボムを安全に受けるために体を起こしていなかった。
技を掛ける側が怪我をする場合もある。日本のプロレスラーであるハヤブサはマンモス佐々木との試合中にラ・ブファドーラ（セカンドロープからのムーンサルトアタック）をボッチ（セカンドロープから足を滑らせて、頭部からマットに落下した）して、頸髄を損傷する重傷を負い、全身不随となった。
2001年5月、Brian Ongは練習中にダリップ・シン（ザ・グレート・カーリのリングネームで知られる）のフラップ・ジャックを受けた。技はボッチした（報道によると、教わった通りシンの背中を押さずに、シンのシャツを掴んでいたため）。Ongはこれ以前に数回技を受け損っていて無事だったが、この時はまず尾骨からマットに着地し、首がマットに対して激しく打ち付けられた。この衝撃によってOngは脊椎と脳幹に重篤な損傷を負った。以前の脳震盪と相俟って、Ongは数日後に死亡した。

### 即興による結末
ほとんどの場合、軽微なボッチは単にごまかされ、試合が続けられる。一例は、レッスルマニアVIIIでのハルク・ホーガン対シッド・ジャスティス戦の結末である。計画されていた結末では、パパ・シャンゴがリング内に走り込んで、ホーガンによるフォールを邪魔するはずであった。しかし、シャンゴが合図を見逃したため、シッドは自分でホーガンによるピンをキックアウトし、マネージャーのハービー・ウィップルマンがエプロンに飛び乗り、リングに乱入して試合を妨害し、反則負けとせざるを得なかった。シャンゴはホーガンとシッドの乱闘中に遅れてリングに駆け込んで、シッドとダブルチームでホーガンを倒した。その後ホーガンを助けるためにアルティメット・ウォリアーがリングに走ってきて、ホーガンと協力してシャンゴとシッドを打ち負かした。
怪我人が生じる重大なボッチでは、試合を即興で終わらせるか、レスラーが試合を続行不能あるいはすぐに治療が必要な場合は試合の残りは中止されることになる。サマースラム1997でのストーン・コールド・スティーブ・オースチン-オーエン・ハート戦では、ハートがパイルドライバーをボッチし、オースチンが首に怪我を負った。オースチンが落ち着きを取り戻すまで、ハートは時間を稼ぐためにオースチンをリング上で嘲った。その後、オースチンがスクールボーイでハートを丸め込んで、試合を終わらせた。試合が終わるのは計画されていたより早かったが、勝者は予定通りであった。レスラーが深刻な怪我を負った場合、レフェリーは頭上で両腕でバツ印を作って、すぐに助けが必要である合図を送る。近年は一部のプロレスファンがこの合図に気付いているため、これを逆手に取ってレフェリーがこの合図を使って嘘の負傷を演出して、試合を終わらせることもある。
台詞のボッチもある。レッスルマニアXXXでショーのホスト役のハルク・ホーガンは会場のメルセデス・ベンツ・スーパードームを誤ってシルバードーム（有名なホーガン-アンドレ・ザ・ジャイアントが行われたレッスルマニアIIIの会場）と呼んだ。ホーガンが訂正した後、ストーン・コールド・スティーブ・オースチンとザ・ロックはホーガンがスーパードームをシルバードームと呼んだことをからかい、これはレッスルマニアXXXの残りのショーや、レッスルマニア翌日のWWE・ロウでもギャグとして繰り返された。

### 良い影響
ボッチから新しい技が偶然生まれることもある。例えば、ダイビング・ヘッドバットはハーリー・レイスがトップロープからのスプラッシュ（ダイビングボディプレス）をボッチした時に発明された。しかし、ダイビングヘッドバットの使用者が身体に長期的な損傷（ダイナマイト・キッドが車椅子生活を余儀なくされるなど）を負ったため、レイスは後にこの技を考案したことを後悔していると述べた。ジェイク・"ザ・スネーク"・ロバーツはフロントフェースロックを掛けている時に相手によって偶然転ばされた時にDDTが生まれたと主張している。ドリュー・ギャロウェイは、自身の必殺技のクレイモア（ランニングキック）が当時着用していた体にぴったりした革製パンツのせいで、ビッグブーツを行おうとしたた時に滑って偶然生まれた、と述べている。
同様に、ボッチがレスラーのキャリアによい影響をもたらすこともある。例えば、ロンダ・ラウジーとの抗争中に、レベッカ・クインはラウジーのショーに乱入した（ラウジーは当時マンデーナイトロー所属、リンチはスマックダウン所属であった）。ロー対スマックダウンの乱闘中に、ナイア・ジャックスがパンチをボッチし、リンチは鼻を骨折して脳震盪を起こした。この事故、特にリンチの流血写真が、彼女がWWEの女子部門のトップに上り詰める起爆剤となったと、ファンやリンチ自身も考えている。